# Arenaria venezuelana
Arenaria venezuelana är en nejlikväxtart som beskrevs av Briquet. Arenaria venezuelana ingår i släktet narvar, och familjen nejlikväxter. Inga underarter finns listade i Catalogue of Life.